# Англиканские религиозные ордены
Англиканские религиозные ордены — это общины мирян и/или клириков Англиканского Сообщества, живущие в соответствии с монашескими уставами. Члены религиозных орденов принимают обеты бедности, целомудрия и смирения и ведут общинную жизнь в труде и молитве. Члены этих орденов называют себя монахами и монахинями (monks and nuns).

## История
Религиозные ордены были распущены Генрихом VIII, когда он провозгласил отделение Церкви Англии от папства. Однако, с подъемом «Католического Возрождения» и Оксфордского движения в Англиканстве середине XIX века, в Англии появился интерес к возрождению общинной монашеской жизни и религиозных орденов. Между 1841 и 1855 гг. было создано несколько женских монашеских общин, среди которых «Община Св. Марии Девы» и «Общество Святой Маргариты». Мужские ордены появились позже: в 1866 было основано «Общество Св. Евангелиста Иоанна» (Cowley Fathers).

## Англиканское монашество в Америке
В Северной Америке создание Англиканских монастырей и религиозных орденов началось в 1842 году, когда был основан «the Nashotah Community» (муж.) в Висконсине, а вслед за ним в 1845 — «the Sisterhood of the Holy Communion» в Нью-Йорке. В последние десятилетия наблюдается серьёзных рост числа религиозных орденов в разных частях Англиканского Сообщества, главным образом в Танзании, Южной Африке, на Соломоновых Островах, Вануату и Папуа — Новой Гвинее.

## Статистика
Согласно «Anglican Religious Communities Yearbook 2008—2009» в Англиканском Сообществе сейчас 2400 монахов и монахинь, из которых 55 % составляют женщины, а 45 % — мужчины.
Существует разница между «Anglican religious orders» и «Anglican christian communities»:
- «A Religious Order of this Church is a society of Christians (in communion with the See of Canterbury) who voluntarily commit themselves for life, or a term of years, to holding their possessions in common or in trust; to a celibate life in community; and obedience to their Rule and Constitution.» (Title III, Canon 24, section 1).
- «A Christian Community of this Church is a society of Christians (in communion with the See of Canterbury) who voluntarily commit themselves for life, or a term of years, in obedience to their Rule and Constitution.» (Title III, Canon 24, section 2)[2]

Представители Англиканских религиозных орденов и христианских общин могут носить отличительные облачения, называют друг друга «братьями» и «сестрами», но члены «христианских общин» не обязательно должны давать обет целибата, могут владеть собственностью и часто живут независимо, а не в общине.